# Lid svobody
Lid svobody (italsky Il Popolo della Libertà, zkráceně PdL) byla italská politická strana vedená Silviem Berlusconim. Spolu s Demokratickou stranou byla jedna ze dvou hlavních politických stran v Itálii. Vznikla roku 2009 sloučením původní Berlusconiho strany Forza Italia a Národní aliance. Po neúspěchu ve volbách 2013 oznámil Berlusconi rozpuštění Lidu svobody a založení obnovené formace Forza Italia.

## Historie
Po parlamentních volbách 2006 se začalo uvažovat o sloučení stran tvořících italský středopravicový blok; jednalo se o vůdčí formaci Forza Italia (FI), národně konzervativní Národní alianci (AN) a křesťanskodemokratickou Unii křesťanských a středových demokratů (UDC). Poslední významnější strana na pravici, Liga severu (LN), o sloučení kvůli svému regionalistickému charakteru neuvažovala. UDC se nakonec rozhodla do nové formace nezačlenit.
Forza Italia a Národní aliance utvořily pro volby 2008 volební blok již pod názvem Lid svobody, který získal 37 procent hlasů. Středopravicová aliance následně vytvořila vládu v čele s lídrem FI Silviem Berlusconim. Lid svobody byl oficiálně založen na kongresu 27.-29. března 2009 jako spojení FI, AN a menších formací.
Berlusconiho vláda roku 2011 padla a nastoupil úřednický kabinet Maria Montiho. Ve volbách v roce 2013 zažil Lid svobody velkou porážku, když ztratil přes 15 procent hlasů. Po volbách vstoupil do Demokratickou stranou vedené vlády Enrica Letty.
18. září téhož roku senátní výbor jednal o Berlusconiho odsouzení za daňové úniky, přičemž ho obě ostatní velké strany, Demokratická strana a Hnutí pěti hvězd, odmítly podpořit. Ve stejný den Berlusconi oznámil obnovení strany Forza Italia. Lid svobody oficiálně zanikl 16. listopadu 2013; do nové Forzy odmítli přejít ministři za PdL vedení Angelinem Alfanem, kteří se s Berlusconim již dříve neshodli na daňové kauze. Ti poté založili vlastní stranu Nová středopravice. Pravicově radikální křídlo PdL se zorganizovalo do strany Bratři Itálie.

## Ideologie
Lid svobody zahrnoval více politických proudů, jako dvě hlavní charakteristiky ale lze jmenovat liberální a křesťanskodemokratickou orientaci. Zaznamenáníhodné nicméně bylo i křídlo radikálně pravicové a socialistické. Celkově se jednalo o typickou catch-all party.
V rámci Evropského parlamentu byl součástí Evropské lidové strany a politické skupiny Evropská lidová strana.

## Volební výsledky

### Poslanecká sněmovna
| Volby | Hlasy      | Hlasy | Mandáty | Mandáty | Pozice | Postavení |
| Volby | Abs.       | %     | Abs.    | ±       | Pozice | Postavení |
| ----- | ---------- | ----- | ------- | ------- | ------ | --------- |
| 2008  | 13 629 096 | 37.4  | 276/630 | ▲60     | ▲1.    | Vláda     |
| 2013  | 7 332 667  | 21.6  | 98/630  | ▼178    | ▼3.    | Opozice   |

### Senát
| Volby | Hlasy      | Hlasy | Mandáty | Mandáty | Pozice |
| Volby | Abs.       | %     | Abs.    | ±       | Pozice |
| ----- | ---------- | ----- | ------- | ------- | ------ |
| 2008  | 12 678 790 | 38.0  | 147/315 | ▲26     | ▲1.    |
| 2013  | 6 829 135  | 22.3  | 98/315  | ▼49     | ▼2.    |

### Evropský parlament
| Volby | Hlasy      | Hlasy | Mandáty | Mandáty | Pozice |
| Volby | Abs.       | %     | Abs.    | ±       | Pozice |
| ----- | ---------- | ----- | ------- | ------- | ------ |
| 2009  | 10 807 794 | 35.3  | 29/72   | ▲4      | ▬1.    |